# Мерсинский метрополитен
Мерсинский метрополитен — строящаяся система метрополитена в городе Мерсин (Турция).

## История
Планирование строительства метрополитена начато в 2018 году. После анонсирования строительства в два тура провели отбор претендентов на строительство метро. В первом туре в 2020 году из 13 участников оставили четырёх, во втором туре в 2021 году из 10 претендентов выбрали одного. 26 августа 2021 года тендер выиграло партнёрство компании, базирующейся в США и Турции. В октябре 2021 года подписаны документы о строительстве метро главой города.

## Строительство
Строительные работы начались 3 января 2022 года, что было приурочено к 100-летию перехода Мерсина под контроль Турции. Планируется уложиться в 3,5 — 4 года по нормативам. Открытие намечено в 2026 году.

## Линии
- Первая — длина 13,4 км, 11 станций. Изначально было 20 км и 15 станций, затем протяжённость сократили для ускорения постройки линии.
- Запланировано ещё несколько линий.

## Схема метро
Опубликовано проектное строение линии метро.